# Xerarionta redimita
Xerarionta redimita är en snäckart som först beskrevs av W. G. Binney 1858.  Xerarionta redimita ingår i släktet Xerarionta och familjen Helminthoglyptidae. IUCN kategoriserar arten globalt som sårbar. Inga underarter finns listade i Catalogue of Life.